# Pinos Altos
Pinos Altos es una localidad ubicada en el estado mexicano de Chihuahua, siendo a finales del siglo XIX e inicio del siglo XX uno de los principales centros mineros de ese estado y escenario de una huelga considerada precursora de los movimientos de la Revolución Mexicana.

## Historia
La población de Pinos Altos surgió como consecuencia del descubrimiento de sus yacimientos minerales, principalmente de oro y plata, que pronto se convirtieron en uno de los más productivos de México, siguiendo la política de desarrollo económico propiciada por el gobierno de Porfirio Díaz basada en las inversiones extranjeras, la concesión para la explotación de la mina de Pinos Altos fue otorgada a una compañía estadounidense. 
Las condiciones de trabajo en la mina de Pinos Altos eran muy duras, caracterizadas por largas jornadas de trabajo y sin días de descanso, mínimas condiciones de seguridad y bajos salarios que no eran pagados con dinero en efectivo, sino mediante vales para se canjeados en la tienda de raya; la tensión llegó al máximo el domingo 21 de enero de 1883, cuando los obreros se amotinaron reclamando mejores condiciones de trabajo y pretendieron declararse en huelga, el gerente de la compañía acudió con la intención de devolver a los obreros a la obediencia pero en medio de la protesta resultó asesinado de un balazo, ante ello intervino el ejército y el cuerpo de rurales bajo el mando de Carlos Conan entonces Jefe Político del distrito de Rayón al que pertenecía el pueblo, las fuerzas militares sofocaron la rebelión y fusilaron sin formación de causa a los cuatro principales líderes del movimiento.
La huelga de Pinos Altos es considerada uno de los movimientos sociales precursores de la Revolución Mexicana, junto con las de Río Blanco y Cananea, y análoga a otros movimientos autonomistas que surgieron en esos años en el noroeste de Chihuahua, principalmente a la rebelión de los habitantes de Tomochi en 1891. Durante estos hechos se desempeñaba como Gobernador de Chihuahua Mariano Samaniego, con carácter de sustituto del gobernador constitucional, Gral. Luis Terrazas.
Tras la huelga, la actividad minera continuo, pero fue disminuyendo ostensiblemente y con ella la población, hasta prácticamente ser una comunidad deshabitada hacia finales del siglo XX.

## Localización y demografía
Pinos Altos se encuentra localizado en el municipio de Ocampo en lo alto de la Sierra Madre Occidental en Chihuahua, sus coordenadas geográficas son 28°16′14″N 108°18′11″O / 28.27056, -108.30306 y a una altitud de 2,260 metros sobre el nivel del mar; su comunicación con el resto del estado es difícil por lo abrupto del terreno y requiere realisarce por caminos de terracería.
De acuerdo a los resultados del Conteo de Población y Vivienda de 2005 realizado por el Instituto Nacional de Estadística y Geografía cuenta únicamente con 1 habitante.